# Melanaphis
Genre
Melanaphis est un genre d'insectes de l'ordre des hémiptères.

## Liste des espèces
- Melanaphis bambusae
- Melanaphis pyrarius (Passerini) - puceron brun du poirier
- Melanaphis sacchari